# Serginho Greene
Serginho Greene (* 24. Juni 1982 in Amsterdam) ist ein ehemaliger niederländischer Fußballspieler mit surinamischer Abstammung.

## Karriere

### Verein
Der Abwehrspieler erlernte das Fußball-ABC in den Jugendteams des FC Abcoude und Ajax Amsterdam. Erste Mannschaft seiner Profilaufbahn wurde 2001 der HFC Haarlem. Dort spielte er ein Jahr in der Eerste Divisie. Zur Saison 2002/03 wechselte Greene zum damaligen niederländischen Erstligisten RKC Waalwijk. Beim RKC wurde der Defensivspieler vielseitig in der Verteidigung eingesetzt. Trotz dieser vielen Positionswechsel etablierte er sich bei Waalwijk und wurde schnell Stammspieler. Gute Leistungen brachten ihn in den Fokus europäischer und niederländischer Spitzenclubs. Am 14. April 2005 gab Feyenoord Rotterdam bekannt, Greene für die Folgesaison zu verpflichten. Von 2005 bis 2009 spielte er bei Feyenoord Rotterdam. Zusammen mit weiteren Spielern (Maikel Aerts, Timothy Derijck, Gianni Zuiverloon, Tim Vincken und Ali Boussaboun) wurde der Verteidiger im Juli 2005 den Feyenoord-Anhängern vorgestellt. Zu Beginn spielte Greene meist in der Innenverteidigung. Nachdem im Winter 2005/06 Ron Vlaar von AZ Alkmaar verpflichtet wurde, rückte er auf die Position des Rechtsverteidigers. 2008 feierte er mit den Grün-Weißen seinen bisher größten Erfolg. Die Mannschaft erreichte das Finale um den KNVB-Pokal und konnten dieses mit 2:0 gegen Roda JC Kerkrade gewinnen. Während er zwischen 2005 und 2008 meist zum Stammteam gehört, verschlechterte sich Greenes Situation zur Spielzeit 2008/09, wo er auf nur noch neuen Ligaeinsätze kam. Nachdem sein Vertrag im Sommer 2009 ausgelaufen war, wurde dieser nicht verlängert. Erst im November 2009 fand er einen neuen Klub und schloss sich am 4. November 2009 Vitesse Arnheim an. Dort erhielt er einen Ein-Jahres-Vertrag. Am 13. Spieltag, dem 7. November, gab er gegen den VVV Venlo, drei Tage nach seiner Verpflichtung, sein Premierenspiel für Vitesse. Dabei wurde er in der 67. Minute für Onur Kaya eingewechselt. Am nächsten Spieltag stand Greene bereits in der Startelf.
Im Sommer 2010 wechselte Greene zu Lewski Sofia in die bulgarische A Grupa. Dort spielte er zwei Jahre, bis er im Jahr 2012 zum FK Vojvodina nach Serbien wechselte. Dort kam er in der Hälfte der Spiele zum Einsatz. Anfang 2013 wurde er für ein halbes Jahr an AEK Larnaka in die zyprische First Division ausgeliehen. Anfang 2014 nahm der Verein ihn fest unter Vertrag. In der Hinrunde 2014/15 verlor er seinen Stammplatz. Anfang 2015 schloss er sich Ligakonkurrent Othellos Athienou an. Am Ende der Spielzeit stieg er mit seiner Mannschaft ab.
Anschließend wechselte Green zum Delhi Dynamos FC in die indische Super League. Dort konnte er sich nicht durchsetzen und saß meist auf der Ersatzbank. Anfang 2016 kehrte er in die Niederlande zurück, wo er sich dem FC Dordrecht anschloss, der in der zweiten Liga spielte. Im Sommer 2016 heuerte er für zwei Spielzeiten bei Ligakonkurrent RKC Waalwijk an und Anfang 2019 swechselte er in den niederländischen Amateurfußball zum FC Lienden. Doch schon sechs Monate später beendete er dort seine aktive Karriere.

### Nationalmannschaft
Zwischen 1995 und 2003 spielte Greene insgesamt 28 Mal für diverse niederländische Jugendnationalmannschaften und erzielte dabei einen Treffer.

## Erfolge
- Niederländischer Pokalsieger: 2008

## Wissenswertes
- Neben der niederländischen besitzt Greene auch die Staatsangehörigkeit des Surinames.